# Бойтово (Ярославская область)
Бойтово — деревня Ивняковского сельского поселения Ярославского района Ярославской области.

## Географическое положение
Деревня находится на правом, прибойном и глубоком берегу реки Которосль, но не на самом берегу (270 м). Дорога ведущая к деревне проходит через Сабельницы, поворот на Коровайцево, а в саму деревню делит по центру, так что одна часть деревни находится с одной стороны, а другая часть с другой.
В отличие от других находящихся рядом деревень (кроме Коровайцево), с противоположного левого берега Которосли нет деревень.
Рядом с деревней протекает ручей, который скорее всего берёт начало в болотах и часть его русла проходит в канавах.

## История
В 2006 году деревня вошла в состав Ивняковского сельского поселения образованного в результате слияния Ивняковского и Бекреневского сельсоветов.

## Население
| 2007 | 2010 |
| ---- | ---- |
| 1    | ↘0   |

### Историческая численность населения
По состоянию на 1859 год в деревне было 9 домов и проживало 45 человека.
По состоянию на 1989 год в деревне проживал 1 человек.

### Национальный и гендерный состав
Согласно результатам переписи 2002 года, в национальной структуре населения русские составляли 100 % из 1 чел., из них 1 мужчина.

## Инфраструктура
Основа экономики — личное подсобное хозяйство. По состоянию на 2021 год большинство домов используется жителями для постоянного проживания и проживания в летний период. Вода добывается жителями из личных колодцев.
Единственная улица — Дорожная.
Почтовое отделение №150507, расположенное в посёлке Ивняки, на март 2022 года обслуживает в деревне 21 дом.

## Транспорт
Расположена в 6,6 км от Юго-Западной окружной дороги. До деревни идёт асфальтовая и грунтовая дороги.